# Nowon-gu
Nowon-gu är ett av de 25 stadsdistrikten (gu) i Sydkoreas huvudstad Seoul. Distriktet har cirka 525 000 invånare (2020). Det ligger i den nordöstra delen av storstaden. 

## Administrativ indelning
Nowon-gu är indelat i 19 stadsdelar (dong):
Gongneung 1-dong,
Gongneung 2-dong,
Hagye 1-dong,
Hagye 2-dong,
Junggye 1-dong,
Junggye 2.3-dong,
Junggye 4-dong,
Junggyebon-dong,
Sanggye 1-dong,
Sanggye 10-dong,
Sanggye 2-dong,
Sanggye 3.4-dong,
Sanggye 5-dong,
Sanggye 6.7-dong,
Sanggye 8-dong,
Sanggye 9-dong,
Wolgye 1-dong,
Wolgye 2-dong och
Wolgye 3-dong.